# Theodor Zwettler
Theodor Zwettler OSB (auch: Zwetler; * 5. Juni 1758 in Weitra; † 30. August 1826 in Wien; eigentlich Johann Nepomuk Felix Zwettler) war ein österreichischer Benediktiner und Komponist.

## Leben
Zwettler war bereits in seiner Jugend Sängerknabe im Wiener Schottenstift, in das er nach dem Besuch des Piaristengymnasiums in Krems und der philosophischen Jahrgänge in Wien 1778 eintrat. 1783 legte er hier seine Profess ab und wurde zum Priester geweiht. Von 1786 bis 1802 war er Kooperator in der neuerrichteten Pfarre Schottenfeld, von 1802 bis 1807 Pfarrer in Gumpendorf. Ab 1807 bis zu seinem Tod war er Prior des Schottenstiftes unter Abt Andreas Wenzel und außerdem Pfarrer der Stiftspfarre. Als solcher baute Zwettler die Schottenkirche zu einem Zentrum klassischer Musikkultur aus. Er ließ zahlreiche Abschriften von (heute zum Teil nirgendwo sonst mehr erhaltenen) Werken der Kirchenmusik für das Musikarchiv des Stiftes anfertigen, nahm dabei aber auch viele Bearbeitungen und Neutextierungen vor. Von seinen eigenen Kompositionen sind hingegen nur noch zwei nachweisbar, sodass sein verdienstvolles Wirken auf künstlerischem Gebiet in erster Linie als von organisatorischer und sozialer Natur angesehen werden kann.
Unter Zwettlers Amtsführung dienten die späteren Hofkapellmeister Joseph Eybler und Ignaz Aßmayer nacheinander als Regenschori des Schottenstiftes; ihre jeweiligen Kompositionen fanden als Autographe ihren Weg ins stiftschottische Musikarchiv. Zudem pflegte Zwettler Beziehungen unter anderem zu Joseph Haydn, Abbé Stadler, Johann Gänsbacher, Franz Joseph Volkert, Joseph Frühwald und Johann Elßler (dem Kopisten Haydns und Vater von Fanny Elßler).

## Werke
- Tantum ergo in G für Sopran und Alt (um 1820).
- Tantum ergo in F für Sopran und Alt (um 1820).